# 8516 Hyakkai
8516 Hyakkai è un asteroide della fascia principale. Scoperto nel 1991, presenta un'orbita caratterizzata da un semiasse maggiore pari a 2,7541180 au e da un'eccentricità di 0,1631462, inclinata di 5,86347° rispetto all'eclittica.
L'asteroide è dedicato all'astronomo amatoriale giapponese Masaaki Hyakkai.